# Tundra

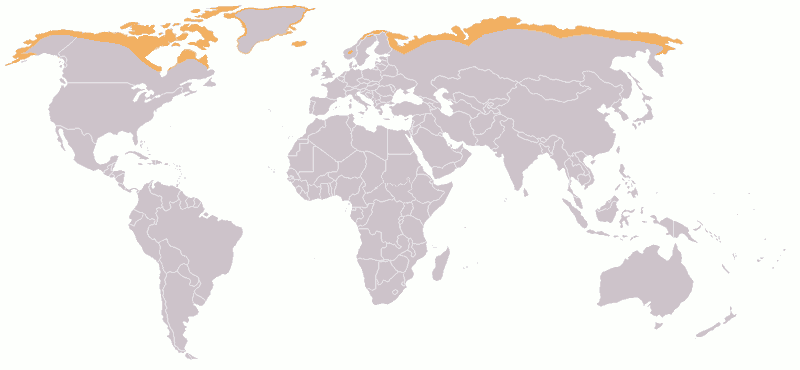
Zona di estensione

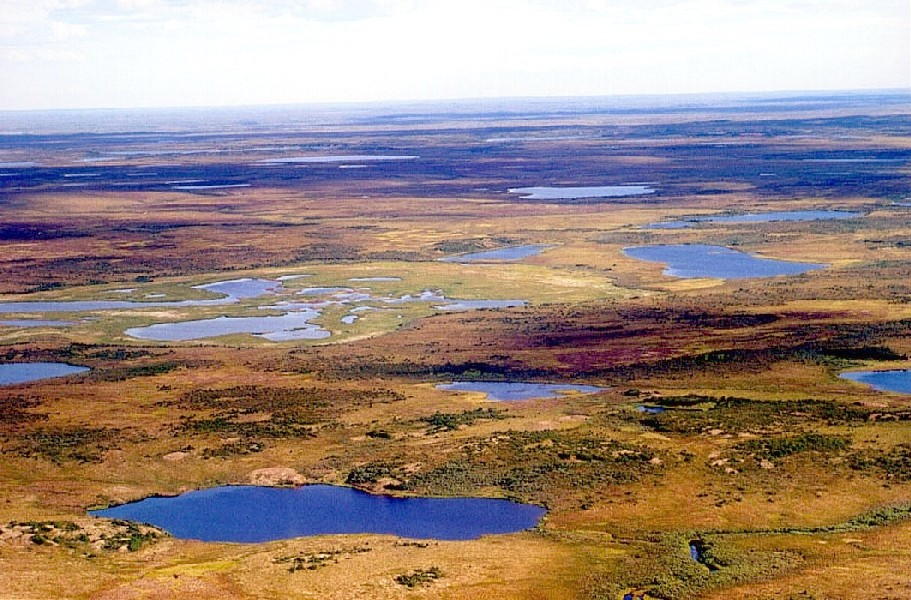
Tundra nella Penisola del Tajmyr (Siberia settentrionale).

La tundra è un bioma (o vasta formazione vegetale) proprio delle regioni subpolari e occupa zone dell'emisfero, principalmente boreale, dove la temperatura media annuale è inferiore allo zero. Il suo limite settentrionale sono i ghiacci polari perenni (banchisa polare e calotte glaciali), mentre a sud essa si arresta alle prime formazioni forestali della taiga (foresta boreale). 
È caratterizzata dalla mancanza di specie arboree, poiché la crescita degli alberi è ostacolata dalle bassissime temperature e dalla breve stagione estiva. Nelle regioni artiche il terreno rimane infatti ghiacciato per gran parte dell'anno e dunque è impossibile per le piante mettere radici e svilupparsi. L'unica vegetazione presente è appunto la tundra, fatta di erbe basse, muschi e licheni, che crescono nei mesi più caldi, dopo il disgelo, sul terreno imbevuto d'acqua.

## Descrizione

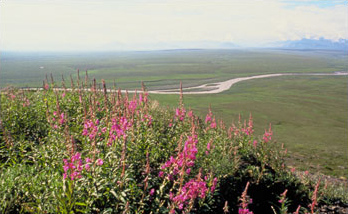
Un paesaggio della tundra dell'Alaska durante la stagione estiva. In primo piano una fioritura di Epilobium angustifolium

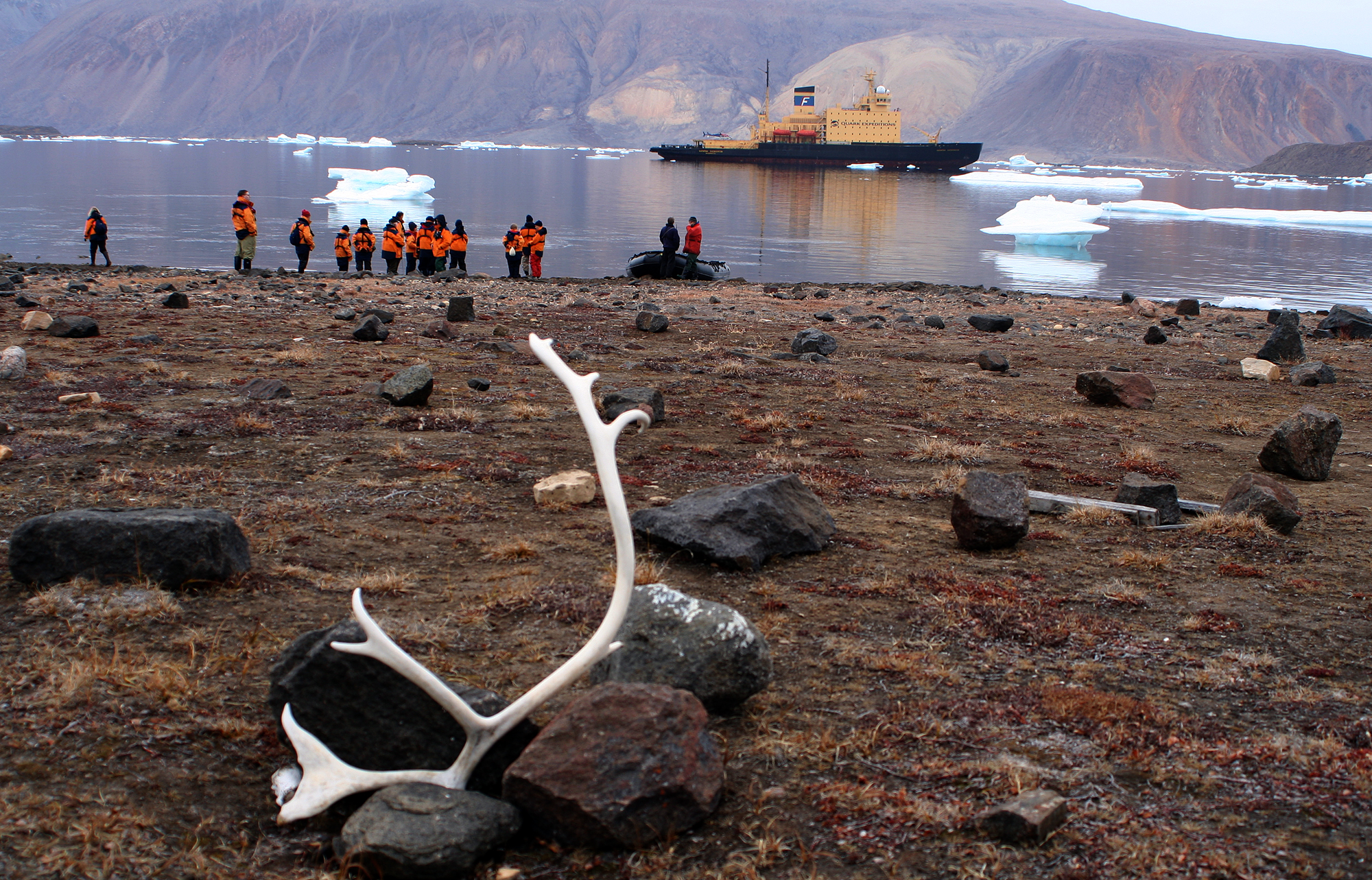
Tundra in Groenlandia.

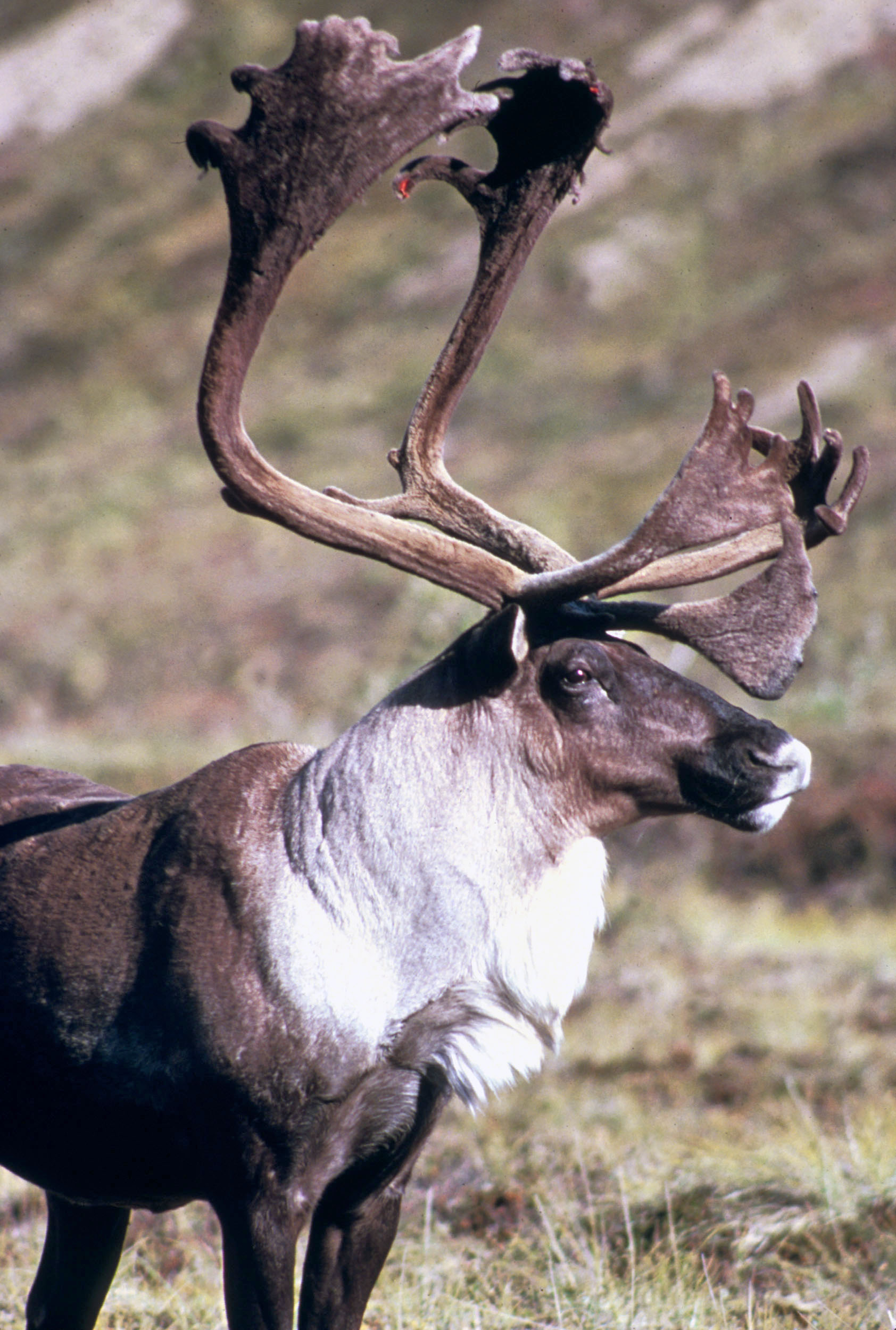
Una renna, l'animale tipico della tundra

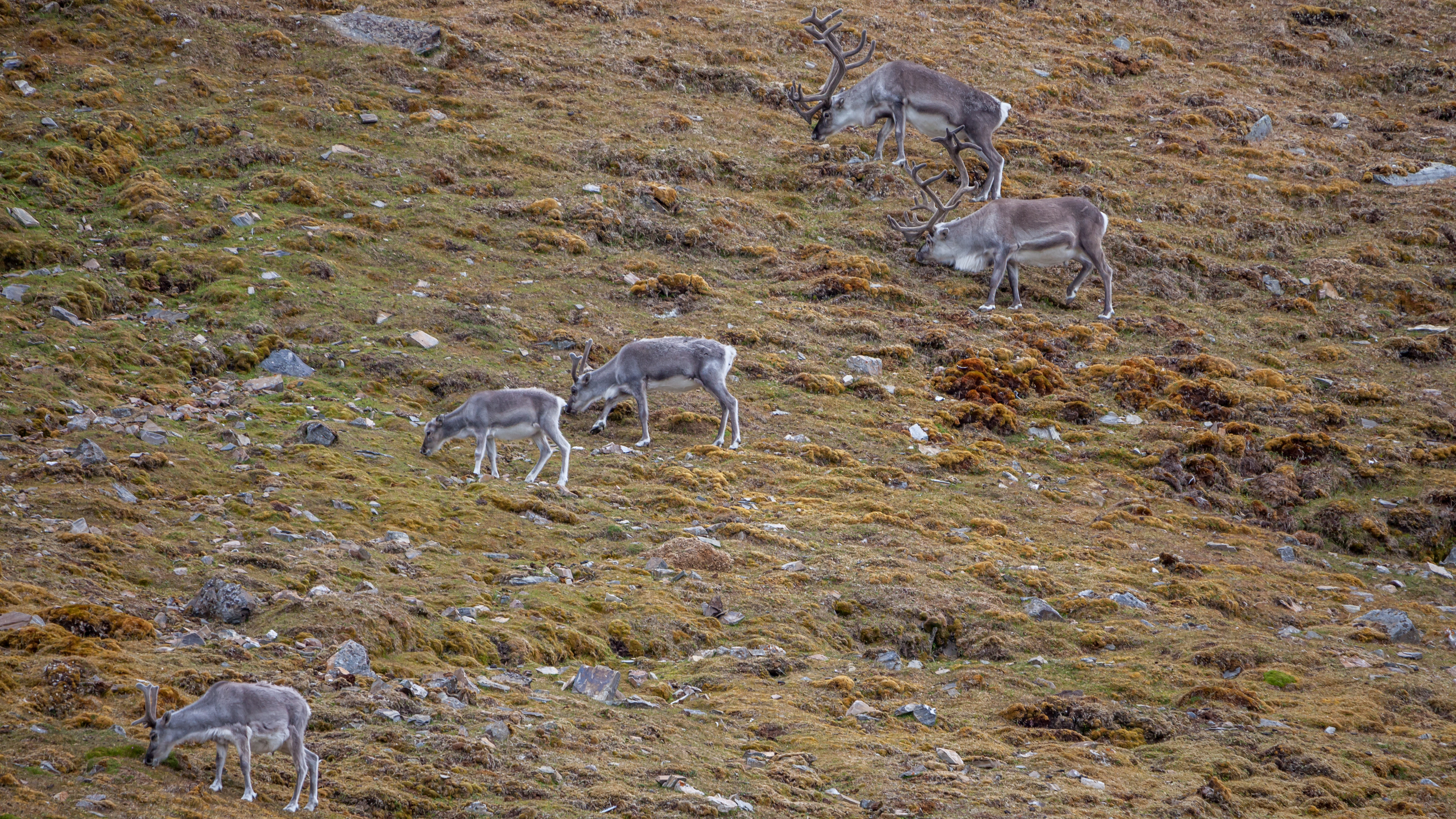
Renne delle Svalbard (Rangifer tarandus platyrhynchus)

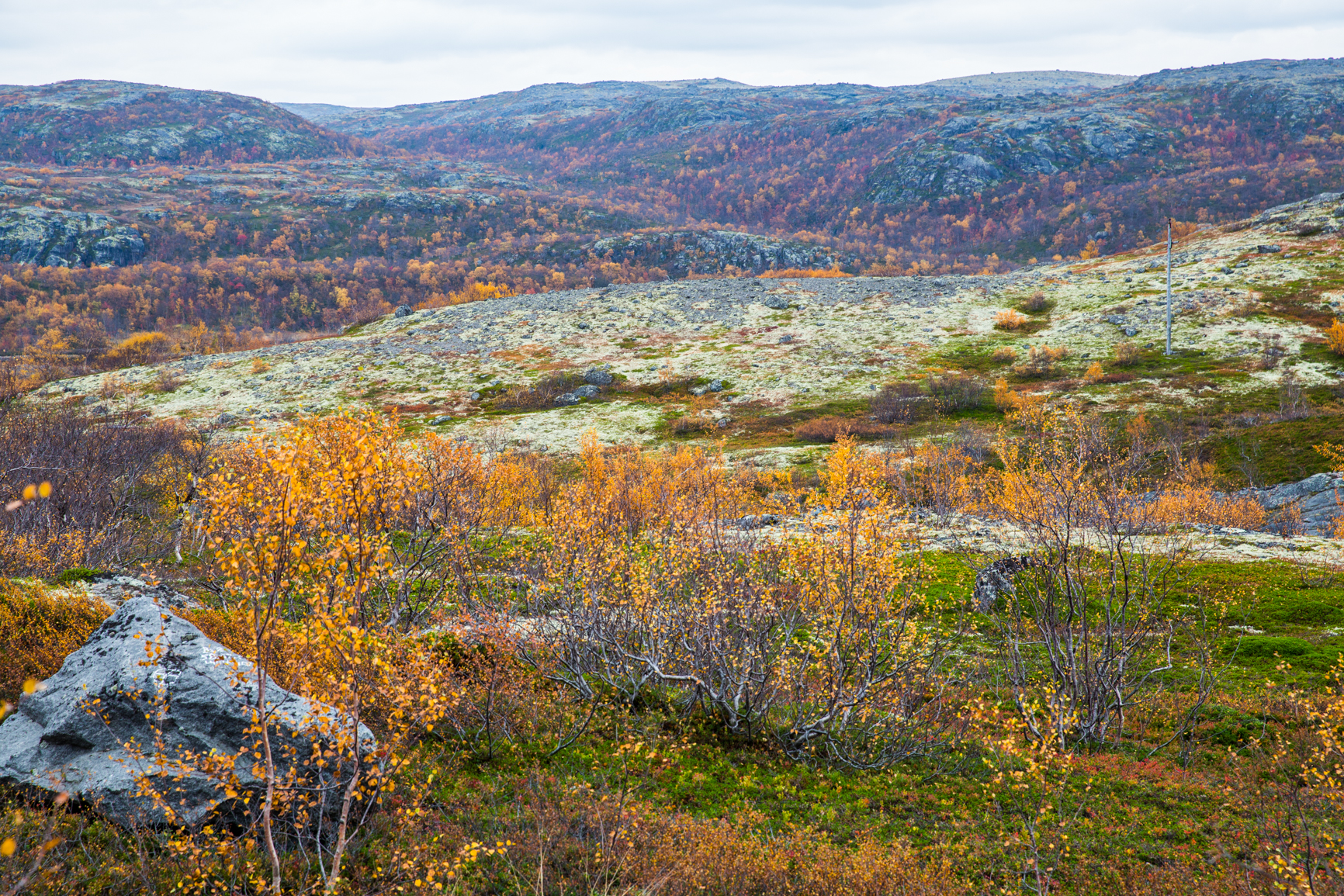
La tundra nella Penisola di Kola (Russia)

Data la distribuzione delle terre emerse con scarsa presenza di terraferma a queste latitudini nell'emisfero meridionale, la tundra è presente quasi unicamente nell'emisfero settentrionale e molto poco in quello meridionale, se si eccettua la cosiddetta tundra d'altura presente solo su alcune catene montuose oltre determinate altitudini. Esiste una forma di tundra anche in Scozia nel Cairngrom.

### Clima
Il clima della tundra è molto freddo, con rigidi e lunghi inverni dove la temperatura può arrivare fino ai −40 −50 gradi, mentre durante l'estate le temperature non superano 10 gradi. Nella tundra piove poco, e la pioggia è più concentrata in estate e in primavera.

### Flora
La tundra è la vegetazione tipica delle zone polari artiche, composta principalmente da muschi, licheni e pochi arbusti. In realtà, almeno sui terreni più elevati e asciutti, crescono anche arbusti nani sempreverdi. Le uniche specie arboree (ma non più alte di 1,5–2 m) sono i salici decidui e le betulle. Ma la vegetazione prevalente e caratteristica resta una prateria a specie nane, muschi e licheni. Fra le più rappresentative si può ricordare:
- Dryas octopetala (Ericaceae): driade o camedrio
- Loiseleuria procumbens (Ericaceae): loiseleuria o azalea prostrata[1]
- Polytrichum sexangularis (Politricali): politrico esagonale (muschio)
- Vaccinium vitis-idaea (Ericaceae): mirtillo rosso
- Vaccinium uliginosum (Ericaceae): mirtillo blu
- Empetrum nigrum (Empetraceae): dal greco έμπετρον = sassifraga

nonché vaste e irregolari colonie di Ciperacee, Graminacee e Giuncacee.
È pertanto una vegetazione tipica di climi molto rigidi. Geograficamente, si estende nelle zone ai margini delle regioni perennemente ricoperte dai ghiacci, dove il terreno è ghiacciato in profondità (permafrost) e in estate si scongelano soltanto gli strati più superficiali (il suolo in generale è molto umido perché l'acqua non può penetrare in profondità).

### Fauna
In queste regioni, l'inverno è molto rigido mentre l'estate è breve e fresca. Per questo le specie animali che vi vivono concentrano la loro attività nel periodo estivo. Gli uccelli, ad esempio, nidificano.
Tutte le specie tipiche di questo habitat possiedono cicli riproduttivi molto veloci, entro l'arrivo dei primi freddi devono la propria riproduzione, lo sviluppo degli adulti e prepararsi per una lunga e gelida stagione invernale. Specie di questo luogo sono le renne (dette caribù in nordamerica), le alci, le volpi artiche, gli orsi grizzly, gli orsi polari ( al mare), i lupi e una ricca avifauna. Un'altra specie tipica della tundra è il lemming, il piccolo roditore della famiglia dei mundri noto per lo più per un supposto fenomeno di suicidio di massa; tale fenomeno, pur molto diffuso nella cultura generale, non è tuttavia stato avvalorato scientificamente. Sulle Alpi la tundra artica è presente ovunque sopra una certa altitudine. Un noto esempio di tundra relitto dell'ultima glaciazione (glaciazione Würm), che copre una estensione di circa duecento metri quadrati, si trova sui dossi morenici presso il passo del Gavia (2620 m s.l.m.) con presenza di Polytrichum sexangularis, Salix herbacea, Carex curvula, Loiseleuria procumbens, Ranunculus glacialis, etc.